# Буенависта (Мојава де Естрада)
Буенависта (шп. Buenavista) насеље је у Мексику у савезној држави Закатекас у општини Мојава де Естрада. Насеље се налази на надморској висини од 1479 м.

## Становништво
Према подацима из 2010. године у насељу је живело 7 становника.

### Хронологија
| Година       | 2000         | 2005 | 2010 |
| ------------ | ------------ | ---- | ---- |
| Становништво | 22 (12 / 10) | 7    | 7    |

### Попис
| # | Индикатор                     | Вредност |
| - | ----------------------------- | -------- |
| 1 | Укупно домаћинстава           | 2        |
| 2 | Укупно насељених домаћинстава | 1        |
| 3 | Величина локације             | 1        |